# طاووس (فیلم ۲۰۱۰)
طاووس (به انگلیسی: Peacock) فیلمی است محصول سال ۲۰۱۰ و به کارگردانی مایکل لندر است. در این فیلم بازیگرانی همچون کیلین مورفی، الن پیج، سوزان ساراندون، جاش لوکاس، بیل پولمن، کیت کارادین ایفای نقش کرده‌اند.

## خلاصه داستان
این داستان دربارهٔ یک بیمار دوشخصیته در شهر پیکاک است که تا ساعت هشت صبح به دور از چشم اطرافیان به عنوان یک خانم خانه‌دار در داخل خانه کار می‌کند و از هشت صبح تا شب تبدیل به (جان) کارمند وظیفه‌شناس بانک می‌شود.
او زندگی خود را با همین روال ادامه می‌دهد اما یک روز بعد یک ماجرا مردم با چهره دوم او روبرو می‌شوند و…